# 愛知県青年の家
愛知県青年の家（あいちけんせいねんのいえ）は、愛知県岡崎市美合町にかつてあった社会教育施設。1959年1月に開館し、2024年3月31日に閉館した。

## 概要
県立の青年の家として1959年（昭和34年）1月に開所した。宿泊団体生活をしながら、研修や野外教育、レクリエーション活動を通じて、協同・友愛・奉仕の精神を養うことを目的とする社会教育施設である。公益財団法人愛知県教育・スポーツ振興財団が管理・運営を行っている。
利用条件は以下のとおり。勤労青少年・学生・生徒・児童および各種団体などで、原則として5人以上のグループ。満18歳以上（高校生を除く）の引率責任者または利用責任者の同伴者が必要とされる。休業日は不定期。12月29日～1月3日の年末年始が休み。
施設の老朽化に伴い、1992年度（平成4年度）から2年かけて改築工事を行い、1994年（平成6年）5月10日に完工した。総事業費は約25億円。
2022年9月30日、愛知県教育委員会は、東郷町の愛知県総合教育センターの建物が築40年を超えて老朽化したことから、2026年4月に愛知県青年の家へ移転することを明らかにした。これに伴い愛知県青年の家は、2024年3月31日付で廃止された。増改築して、新しい県総合教育センターとして整備し直す。移転後のセンターでは、不登校の児童・生徒のためのフリースペースが設置される予定。

## 施設
管理研修棟（RC造2階建）
第1研修室（99人）、第2・3研修室（63人）、第4研修室（収納式椅子192席）、第5研修室（36名）、第7研修室（18名）、情報相談コーナー、保健室、更衣室2室、食堂（116人収納可能）
宿泊棟（RC造3階建）
宿泊室45室（洋室37室、和室8室）、第6研修室（和風研修室）、交歓ロビー、浴室
体育館（SRC造平屋建）
バスケットボール（1面）、バレーボール（1面）、バドミントン（3面）
野外施設
テニスコート（2面）、営火場、野外炊飯場、つどいの広場、芝生広場

## アクセス
- 名鉄名古屋本線「美合駅」下車、南西へ徒歩で約15分。
- JR東海道本線「岡崎駅」下車、名鉄バス美合経由東岡崎行にて約12分、「県立専門校前」停留所下車、徒歩で約3分。